# Spätschicht – Die Comedy Bühne
Spätschicht – Die Comedy Bühne war eine deutsche Kabarettsendung des SWR Fernsehens, welche einmal im Monat im Staatstheater Mainz produziert wurde. Von 2010 bis Dezember 2015 war das Kulturzentrum Mainz der Aufzeichnungsort. Die letzte Erstsendung wurde am 16. Dezember 2022 ausgestrahlt.

## Moderatoren
1. Christoph Sieber, 1. Oktober 2010 bis 12. Juli 2013
2. Lars Reichow, 27. September 2013 bis 25. April 2014
3. Florian Schroeder, seit 9. Mai 2014 bis 16. Dezember 2022

## Gäste von …

### Christoph Sieber
1. Oktober 2010 bis 12. Juli 2013

### Lars Reichow
27. September 2013 bis 25. April 2014
| Folge | Staffel | Datum              | Gäste                                                                                      |
| ----- | ------- | ------------------ | ------------------------------------------------------------------------------------------ |
| 32    | 4       | 27. September 2013 | Mathias Richling, Rüdiger Hoffmann, Matze Knop, Sebastian Pufpaff, Fil                     |
| 33    | 4       | 11. Oktober 2013   | Bill Mockridge, Django Asül, Tobias Mann, Barbara Ruscher, Michael Hatzius                 |
| 34    | 4       | 15. November 2013  | Alice Hoffmann, Christoph Sieber, Anka Zink, Knacki Deuser, Florian Schroeder              |
| 35    | 4       | 29. November 2013  | Gernot Hassknecht, Rolf Miller, Hans Werner Olm, Willy Astor                               |
| 36    | 4       | 17. Dezember 2013  | Bernd Stelter, Sascha Grammel, Mathias Richling, Bodo Bach, Günter Grünwald                |
| 37    | 4       | 21. Januar 2014    | Alfred Dorfer, Alice Hoffmann, Markus Maria Profitlich, Tobias Mann, Helmut Schleich       |
| 38    | 4       | 14. Februar 2014   | Eckart von Hirschhausen, Simone Solga, Rüdiger Hoffmann, Sebastian Pufpaff, Michael Frowin |
| 39    | 4       | 21. März 2014      | Mathias Richling, Lisa Fitz, Alfred Mittermeier, HG. Butzko, Margie Kinsky                 |
| 40    | 4       | 25. April 2014     | Bill Mockridge, Barbara Ruscher, Frank Lüdecke, Bodo Bach, Fatih Çevikkollu, Abdelkarim    |

### Florian Schroeder
seit 9. Mai 2014
| Folge | Staffel | Datum              | Gäste                                                                                         |
| ----- | ------- | ------------------ | --------------------------------------------------------------------------------------------- |
| 41    | 4       | 9. Mai 2014        | Arnulf Rating, Willy Astor, Heinrich Del Core, Jens Neutag, Team & Struppi                    |
| 42    | 4       | 6. Juni 2014       | Mathias Richling, Ludger Stratmann, Gayle Tufts, Tobias Mann, Hans Werner Olm, Luke Mockridge |
| 43    | 4       | 18. Juli 2014      | Ingo Appelt, Martina Schwarzmann, Dave Davis, Anka Zink, Guido Cantz                          |
| 44    | 4       | 25. Juli 2014      | Bernd Stelter, Philip Simon, Michael Altinger, Nepo Fitz, Torsten Sträter                     |
| 45    | 5       | 12. September 2014 | Mathias Richling, Alfons, Anny Hartmann, Matze Knop, Sascha Korf                              |
| 46    | 5       | 17. Oktober 2014   | Bodo Bach, Simone Solga, Thomas Freitag, Christian Springer, Nico Semsrott                    |
| 47    | 5       | 7. November 2014   | Rolf Miller, Horst Evers, Alice Hoffmann, Gernot Hassknecht, Tobias Mann                      |
| 48    | 5       | 12. Dezember 2014  | Mathias Richling, Johann König, Willy Astor, René Sydow, Hennes Bender                        |
| 49    | 5       | 16. Januar 2015    | Rüdiger Hoffmann, Anka Zink, Tobias Mann, Mathias Tretter, Nepo Fitz                          |
| 50    | 5       | 20. Februar 2015   | Atze Schröder, Frank Lüdecke, Chin Meyer, Barbara Ruscher, Sascha Korf                        |
| 51    | 5       | 13. März 2015      | Bodo Bach, Mathias Richling, Markus Maria Profitlich, Alfred Mittermeier, Knacki Deuser       |
| 52    | 5       | 17. April 2015     | Lisa Fitz, Helmut Schleich, Alice Hoffmann, Heinrich Del Core, Hans Werner Olm                |
| 53    | 5       | 22. Mai 2015       | Mirja Boes, Bernd Stelter, Arnulf Rating, Willy Astor, Anny Hartmann                          |
| 54    | 5       | 12. Juni 2015      | Ingo Appelt, Mathias Richling, Lisa Feller, Tobias Mann, Malte Pieper                         |
| 55    | 5       | 10. Juli 2015      | Bodo Bach, Martina Brandl, Christoph Sonntag, Christian Springer, Masud Akbarzadeh            |
| 56    | 5       | 17. Juli 2015      | Hans Werner Olm, Abdelkarim, Alice Hoffmann, Stefan Waghubinger, Nepo Fitz, Christoph Sonntag |
| 57    | 6       | 11. September 2015 | Mathias Richling, Thomas Freitag, Matze Knop, Jens Neutag, Michael Krebs                      |
| 58    | 6       | 22. Oktober 2015   | Lisa Fitz, Rüdiger Hoffmann, Andreas Rebers, Mathias Tretter, Michael Frowin                  |
| 59    | 6       | 19. November 2015  | Simone Solga, Jürgen Becker, Tobias Mann, Johann König, Rolf Miller                           |
| 60    | 6       | 11. Dezember 2015  | Michael Mittermeier, Paul Panzer, Mathias Richling, Philip Simon, Michael Hatzius             |
| 61    | 6       | 15. Januar 2016    | Anka Zink, Michael Frowin, Alfons, Alfred Mittermeier, René Sydow                             |
| 62    | 6       | 4. Februar 2016    | Lisa Fitz, Alfred Dorfer, Arnulf Rating, Mathias Tretter, Timo Wopp                           |
| 63    | 6       | 3. März 2016       | Mathias Richling, Mathias Tretter, Jens Neutag, Philip Simon, Günter Grünwald                 |
| 64    | 6       | 8. April 2016      | Christian Springer, Vince Ebert, Michael Frowin, Bill Mockridge, Alice Hoffmann               |
| 65    | 6       | 13. Mai 2016       | Hans Werner Olm, Simone Solga, Mathias Tretter, Jens Neutag, Anny Hartmann                    |
| 66    | 6       | 22. Juli 2016      | Guido Cantz, Markus Maria Profitlich, Jens Neutag, Anka Zink, Nepo Fitz                       |
| 67    | 6       | 5. August 2016     | Sascha Grammel, Mathias Richling, Lisa Fitz, Willy Astor, Tobias Mann                         |
| 68    | 7       | 9. September 2016  | Lisa Fitz, Mathias Richling, Ingo Appelt, Arnulf Rating, Mathias Tretter                      |
| 69    | 7       | 7. Oktober 2016    | Hans Werner Olm, Alain Frei, Rolf Miller, Michael Frowin, Martina Schwarzmann                 |
| 70    | 7       | 11. November 2016  | Horst Evers, Thomas Freitag, Jens Neutag, Katie Freudenschuss, Nepo Fitz                      |
| 71    | 7       | 16. Dezember 2016  | Mathias Richling, Willy Astor, Anka Zink, Mathias Tretter, Katrin Bauerfeind                  |
| 72    | 7       | 20. Januar 2017    | Alfred Mittermeier, Jens Neutag, Die Prenzlschwäbin, Tobias Mann, Abdelkarim                  |
| 73    | 7       | 10. Februar 2017   | Bill Mockridge, Alice Hoffmann, Johann König, Michael Frowin, Nepo Fitz                       |
| 74    | 7       | 10. März 2017      | Mathias Richling, Willy Astor, Simone Solga, Alain Frei, Klaus-Jürgen Deuser                  |
| 75    | 7       | 7. April 2017      | Markus Maria Profitlich, Lisa Fitz, Jens Neutag, Anka Zink, Rolf Miller                       |
| 76    | 7       | 5. Mai 2017        | Mathias Richling, Lisa Fitz, Alice Hoffmann, Alfons, Philip Simon                             |
| 77    | 7       | 9. Juni 2017       | Alain Frei, Lisa Fitz, Michael Frowin, Lisa Feller                                            |
| 78    | 7       | 7. Juli 2017       | Alice Hoffmann, Michael Elsener, Mathias Tretter, Klaus-Jürgen Deuser, Sissi Perlinger        |
| 79    | 7       | 14. Juli 2017      | Jens Neutag, Martin Frank, Thomas Freitag, Ingo Appelt, Anka Zink                             |
| 80    | 8       | 8. September 2017  | Mathias Richling, Rüdiger Hoffmann, Sissi Perlinger                                           |
| 81    | 8       | 13. Oktober 2017   | Robert Treutel, Jens Neutag, Bill Mockridge, Margie Kinsky, Alain Frei                        |
| 82    | 8       | 10. November 2017  | Lisa Fitz, Mathias Richling, Simone Solga, Michael Frowin, Alfred Mittermeier                 |
| 83    | 8       | 22. Dezember 2017  | Alice Hoffmann, Christoph Sonntag, Klaus-Jürgen Deuser, Anka Zink                             |
| 84    | 8       | 19. Januar 2018    | Jens Neutag, Rüdiger Hoffmann, Michael Frowin, Lisa Feller, Hans Werner Olm                   |
| 85    | 8       | 16. Februar 2018   | Bill Mockridge, Simone Solga, Alfred Mittermeier, Nepo Fitz, Lisa Fitz                        |
| 86    | 8       | 16. März 2018      | Jens Neutag, Johann König, Martin Frank, Anka Zink, Willy Astor                               |
| 87    | 8       | 13. April 2018     | Alice Hoffmann, Bodo Bach, Lisa Fitz, Michael Frowin, Philip Simon                            |
| 88    | 8       | 11. Mai 2018       | Bill Mockridge, Sissi Perlinger, Christoph Sonntag, Lisa Feller, Jens Spahn                   |
| 89    | 8       | 6. Juni 2018       | Mathias Richling, Rüdiger Hoffmann, Herr Schröder, Alice Hoffmann, Alfred Mittermeier         |
| 90    | 8       | 15. Juni 2018      | Mathias Richling, Lisa Fitz, Martin Frank, Klaus-Jürgen Deuser, Hans Werner Olm               |
| 91    | 9       | 9. September 2018  | Bill Mockridge, Alice Hoffmann, Johann König, Michael Frowin, Nepo Fitz                       |
| 92    | 9       | 23. September 2018 | Jens Neutag, Sissi Perlinger, Alice Hoffmann, Martin Zingsheim, Mathias Tretter               |